# Ailill II Flannmor
Ailill II Flannmor lub Oilioll II Fland Mor („Wielki Rudy”) – legendarny król Munsteru z dynastii Eóganacht w latach 296-316, starszy syn Fiachy Muillethana („Płaskogłowego”), króla Munsteru. Ailill nie mając potomstwa, postanowił adoptować swego młodszego brata Aililla Flannbeca („Małego Rudego”). Jedynym warunkiem adopcji było to, żeby brat podawał jego imię Ailill w rodowodzie, jako ojca. Rządził przez dwadzieścia lub trzydzieści lat. Po jego śmierci tron Munsteru przeszedł na młodszego brata.